# Виконт Донерейл
Виконт Донерейл (англ. Viscount Doneraile) — аристократический титул в системе Пэрства Ирландии, созданный дважды для членов семьи Сент-Леджер.

## История
Титул был создан впервые 23 июня 1703 года для Артура Сент-Леджера (ум. 1727). В том же 1703 году вместе с титулом виконта для него был создан титул барона Килмайдена в звании пэра Ирландии. В 1767 году после смерти Хейса Сент-Леджера, 4-го виконта Донерейла (1702—1767), титул виконта прервался. Его племянник, Сент-Леджер Алдворт (ум. 1787), унаследовал имение Сент-Леджеров и принял фамилию «Сент-Леджер». В 1749—1776 годах он заседал в ирландской палате общин от Донерейла. В 1776 году для него был создан титул барона Донерейла (Пэрство Ирландии), а 22 июня 1785 года он получил титул виконта Донерейла в звании пэра Ирландии.
Его внук, Хейс Сент-Леджер, 3-й виконт Донерейл (1786—1854), заседал в Палате лордов Великобритании в качестве ирландского пэра-представителя с 1830 по 1854 год. Его сын, Хейс Сент-Леджер, 4-й виконт Донерейл (1818—1887), также был ирландским пэром-представителе в Палате лордов (1855—1887). Его сменил его троюродный брат, Ричард Артур Сент-Леджер, 5-й виконт Донерейл (1825—1891). Его сын, Эдвард Сент-Леджер, 6-й виконт Донерейл (1866—1941), являлся мэром Вестминстера. В 1956 году после смерти его младшего брата, Хью Сент-Леджера, 7-го виконта Донерейла (1869—1956), титул унаследовал его троюродный брат, Элджернон Эдвард Сент-Леджер, 8-й виконт Донерейл.
По состоянию на 2025 год, обладателем титула являлся его внук, Ричард Аллен Сент-Леджер, 10-й виконт Донерейл (род. 1946), который наследовал своему отцу в 1983 году. Нынешний виконт проживает в Калифорнии.
Семейная резиденция — Донерейл Корт в окрестностях Маллоу в графстве Корк.

## Виконты Донерейл, первая креация (1703)
- 1703—1727: Артур Сент-Леджер, 1-й виконт Донерейл (умер 7 июля 1727), сын Джона Сент-Леджера (ум. 1696) от первого брака
- 1727—1734: Артур Сент-Леджер, 2-й виконт Донерейл (1694 — 13 марта 1734), старший сын предыдущего
- 1734—1750: Артур Мохун Сент-Леджер, 3-й виконт Донерейл (7 августа 1718 — август 1750), единственный сын предыдущего
- 1750—1767: Хейс Сент-Леджер, 4-й виконт Донерейл (1702 — 25 апреля 1767), младший сын 1-го виконта Донерейла, дядя предыдущего.

## Виконты Донерейл, вторая креация (1785)
- 1785—1787: Сент-Леджер Сент-Леджер, 1-й виконт Донерейл (умер 15 мая 1787), сын Ричарда Алдворта (1694—1776) и Элизабет Сент-Леджер (ум. 1772), дочери 1-го виконта Донерейла;
- 1787—1819: Хейс Сент-Леджер, 2-й виконт Донерейл (9 марта 1755 — 8 ноября 1819), старший сын предыдущего;
- 1819—1854: Хейс Сент-Леджер, 3-й виконт Донерейл (9 мая 1786 — 27 марта 1854), единственный сын предыдущего;
- 1854—1887: Хейс Сент-Леджер, 4-й виконт Донерейл (1 октября 1818 — 26 августа 1887), единственный сын предыдущего;
- 1887—1891: Ричард Артур Сент-Леджер, 5-й виконт Донерейл (22 февраля 1825 — 1 января 1891), старший сын преподобного Ричарда Томаса Артура Сент-Леджера (1790—1875), внук полковника достопочтенного Ричарда Сент-Леджера (1756—1840), правнук Сент-Леджера Сент-Леджера, 1-го виконта Донерейла;
- 1891—1941: Эдвард Сент-Леджер, 6-й виконт Донерейл (6 сентября 1866 — 7 октября 1941), старший сын преподобного Эдварда Фредерика Сент-Леджера (1832—1881), внук преподобного Ричарда Томаса Артура Сент-Леджера (1790—1875), правнук полковника Ричарда Сент-Леджера (1756—1840);
- 1941—1956: Хью Сент-Леджер, 7-й виконт Донерейл (6 августа 1869 — 18 декабря 1956), младший брат предыдущего;
- 1956—1957: Элджернон Эдвард Сент-Леджер, 8-й виконт Донерейл (9 июня 1878 — 18 ноября 1957), старший сын Ричарда Уильяма Сент-Леджера (1852—1925), внук Джона Гиллиса Сент-Леджера (1811—1867), правнук полковника достопочтенного Ричарда Сент-Леджера (1756—1840);
- 1957—1983: Ричард Сент-Джон Сент-Леджер, 9-й виконт Донерейл (29 октября 1923 — 22 октября 1983), единственный сын предыдущего;
- 1983 — настоящее время: Ричард Аллен Сент-Леджер, 10-й виконт Донерейл (род. 17 августа 1946), старший сын предыдущего;
  - Наследник: достопочтенный Натаниэль Вархам Роберт Сент-Джон Сент-Леджер (род. 23 сентября 1971), единственный сын предыдущего.